# Colorado Symphony
La Colorado Symphony è un'orchestra sinfonica americana con sede a Denver, Colorado. Fondata nel 1989 come la continuazione della Denver Symphony Orchestra, la Colorado Symphony si esibisce nella Boettcher Concert Hall, situata nel Denver Performing Arts center e in tutto il Front Range, presentando sia programmi di educazione e sensibilizzazione così come Capolavori, Pop, Vacanze, Famiglia, e l'Interno della Partitura della Sinfonia, oltre alle serie Rock. Il suo presidente e attuale amministratore delegato è Jerome Kern e il suo attuale direttore musicale designato è Brett Mitchell, che assumerà il ruolo di direttore musicale il 1º luglio 2017.

## Storia
La Colorado Symphony Orchestra iniziò come l'organizzazione che succedeva alla Denver Symphony Orchestra, poco dopo che quest'ultima aveva annullato il resto della sua stagione 1988-1989 per motivi finanziari. Nel mese di agosto del 1989 il percussionista Terry Smith e l'ex fagotto principale John Wetherill depositarono l'atto di incorporazione presso il Segretario di Stato del Colorado, fondando la Colorado Symphony Orchestra. Stava sorgendo una controversia tra la gestione della Denver Symphony Orchestra e i suoi musicisti. Come agente registrato della neonata organizzazione, Smith era l'obiettivo primario di eventuali azioni legali. Il contratto sindacale della Denver vietava ai musicisti di unirsi in formazioni concorrenti. Tuttavia, quando i musicisti votarono per uscire dalla Denver in massa e partecipare alla sinfonica del Colorado, le sfide e le minacce legali per rimuovere gli orchestrali diminuirono. Con il deposito per la protezione dal fallimento della Denver, il 4 ottobre 1989 la Colorado Symphony suonò il suo primo concerto il 27 ottobre. Giorni dopo, il 1º novembre, Smith e Wetherill firmarono per la nuova società senza scopo di lucro davanti ai rappresentanti eletti dei musicisti. La Denver Symphony Orchestra si fuse con la Colorado Symphony Orchestra nel maggio 1990.
La Colorado Symphony Orchestra iniziò inizialmente come un'orchestra più piccola che impiegava molti dei musicisti della sinfonica di Denver. Sin dalla sua fondazione, l'organico della sinfonica del Colorado si ampliò a 79 musicisti a tempo pieno e 1 bibliotecario a tempo pieno. Nel 1993 Marin Alsop fu nominato Direttore Principale dell'orchestra e più tardi divenne il suo direttore musicale. Ora è il suo direttore Laureato. Durante la sua permanenza in carica, la OSC divenne sempre più conosciuta sia a livello regionale che nazionale e fece certo numero di registrazioni per l'etichetta Naxos.
Nel mese di aprile 2004, il OSC nominò Jeffrey Kahane come nono direttore musicale in 82 anni di storia tra Denver e Colorado Symphony Orchestra, con efficacia dal 2005. The Denver Post descrisse l'incarico di Kahane come una gestione "che è stato segnata da un aumento di pubblico e un legame insolitamente forte con i musicisti dell'orchestra". Nel 2008 Kahane prolungò il suo contratto con la sinfonica del Colorado fino al 2012. Tuttavia, nel luglio 2008, Kahane annunciò le sue dimissioni dall'orchestra al termine della stagione 2009-2010. Parlò di un caso di grave ipertensione nel 2007, che gli fece annullare diverse settimane di concerti, come catalizzatore primario nella sua decisione di concentrarsi maggiormente sulla sua carriera di solista di pianoforte:
Andrew Litton divenne consulente artistico dell'orchestra nel mese di settembre 2012, con un contratto iniziale per tutta la stagione 2014-2015. In agosto 2013, l'orchestra elevato Litton a direttore musicale, con effetto immediato. Nel mese di settembre 2015, l'orchestra annunciò che Litton avrebbe cessato la direzione musicale dopo la stagione 2015-2016, per diventare il suo consulente artistico e direttore ospite principale per tutta la stagione 2017-2018. Nel mese di settembre 2016 Brett Mitchell fu nominato direttore musicale della Colorado Symphony Orchestra.

## Direttori musicali
- Marin Alsop: 1993-2005
- Jeffrey Kahane: 2005-2010
- Andrew Litton: 2013-2016
- Brett Mitchell; 2016–in carica